# Українсько-палауанські відносини
Українсько-палауанські відносини — відносини між Україною та Палау. Встановлені 16 червня 2024 року.

## Історія
Палау підтримала резолюцію ГА ООН «Територіальна цілісність України» від 27.03.2014 р., а також резолюції "Ситуація з правами людини в АРК" у 2016-2017 та 2021 рр. (у 2018-2020 рр. - утрималась) та резолюцію "Проблема мілітаризації АРК" у 2021 р. (у 2018-2020 рр. - утрималась).
Після початку повномасштабної збройної агресії Росії проти України Палау засудила це вторгнення, підтримала всі українські резолюції в ГА ООН у 2022-2023 рр., виступивши співавтором п’яти з них.
Палау також приєдналась до колективних заяв Форуму тихоокеанських островів щодо ситуації в Україні, які містили засудження російської агресії та порушення суверенітету та територіальної цілісності України, заклик до рф припинити спробу незаконної анексії українських територій, а також забезпечити деескалацію ситуації та вивести російські війська за лінію міжнародно визнаних кордонів України.
16 червня 2024 року між двома країнами були вперше встановлені дипломатичні відносини.

## Торгівля
За підсумками 2021 року обсяг торгівлі товарами між Україною та Палау становив 130,2 тис. дол. США і складався виключно з українського експорту (чорні метали та вироби з них, деревина, овочі та фармацевтична продукція).
За даними Державної митної служби України, за 2022 рік обсяг двосторонньої торгівлі склав $121 тис. (український експорт).